# Équipe de Nouvelle-Zélande de rugby à XV au tri-nations 2006
L'équipe de Nouvelle-Zélande dispute le Tri-nations 2006, remportant la compétition, avec cinq victoires en six matchs. Ils devancent largement l'Australie et l'Afrique du Sud, qui n'ont que deux victoires chacun.
Au total, 31 joueurs différents sont utilisés par le staff néo-zélandais, dirigé par Graham Henry, lors de la compétition. Le demi d'ouverture Dan Carter termine meilleur réalisateur du tournoi avec 99 points marqués.

## Contexte
La sélection néo-zélandaise avait remporté la précédente édition du Tri-nations, avec trois victoires en quatre matchs.

## Rencontres

### 1rejournée
| 8 juillet 2006 | Nouvelle-Zélande | 32 - 12 (14 - 7) | Australie | Jade Stadium, Christchurch Arbitre : Jonathan Kaplan |
| 8 juillet 2006 | Essai(s) : 4 Mealamu (28e, 36e), McCaw (50e), Toeava (77e) Transformation(s) : 3 Carter (28e, 36e, 50e) Pénalité(s) : 3 Carter (49e, 56e) | Rapport          | Essai(s) : 2 Tuqiri (16e), Fava (52e) Transformation(s) : 1 Mortlock (16e) Carton(s) jaune(s) : 1 Elsom (27e) | Jade Stadium, Christchurch Arbitre : Jonathan Kaplan |
| 8 juillet 2006 | | Rapport          | | Jade Stadium, Christchurch Arbitre : Jonathan Kaplan |

### 3ejournée
| 22 juillet 2006 | Nouvelle-Zélande | 35 - 17 (19 - 7) | Afrique du Sud | Westpac Stadium, Wellington Arbitre : Joël Jutge |
| 22 juillet 2006 | Essai(s) : 2 Weepu (40e), McCaw (76e) Transformation(s) : 2 Carter (40e, 77e) Pénalité(s) : 7 Carter (6e, 20e, 25e, 32e, 43e, 51e, 74e) | Rapport          | Essai(s) : 2 Du Preez (1re), Paulse (61e) Transformation(s) : 2 Montgomery (2e, 62e) Pénalité(s) : 1 Montgomery (70e) | Westpac Stadium, Wellington Arbitre : Joël Jutge |
| 22 juillet 2006 | | Rapport          | | Westpac Stadium, Wellington Arbitre : Joël Jutge |

### 4ejournée
| 29 juillet 2006 | Australie                                     | 9 - 13 (6 - 10) | Nouvelle-Zélande | Suncorp Stadium, Brisbane Arbitre : Alain Rolland |
| 29 juillet 2006 | Transformation(s) : 3 Mortlock (9e, 37e, 62e) | Rapport         | Essai(s) : 1 Rokocoko (10e) Transformation(s) : 1 Carter (11e) Pénalité(s) : 1 Carter (17e) Drop(s) : 1 Carter (60e) | Suncorp Stadium, Brisbane Arbitre : Alain Rolland |
| 29 juillet 2006 |                                               | Rapport         | | Suncorp Stadium, Brisbane Arbitre : Alain Rolland |

### 6ejournée
| 19 août 2006 | Nouvelle-Zélande | 34 - 27 (11 - 20) | Australie | Eden Park, Auckland Arbitre : Chris White |
| 19 août 2006 | Essai(s) : 3 Eaton (35e), Jack (63e), McAlister (68e) Transformation(s) : 2 Carter (63e, 69e) Pénalité(s) : 5 Carter (5e, 19e, 46e, 61e, 79e) | Rapport           | Essai(s) : 3 Tuqiri (25e, 73e), Elsom (38e) Transformation(s) : 3 Mortlock (26e, 40e, 74e) Pénalité(s) : 2 Mortlock (2e, 15e) Carton(s) jaune(s) : 1 Waugh (79e) | Eden Park, Auckland Arbitre : Chris White |
| 19 août 2006 | | Rapport           | | Eden Park, Auckland Arbitre : Chris White |

### 7ejournée
| 26 août 2006 | Afrique du Sud | 26 - 45 (11 - 16) | Nouvelle-Zélande | Loftus Versfeld Stadium, Pretoria Arbitre : Alan Lewis |
| 26 août 2006 | Essai(s) : 3 Du Preez (10e), Fourie (63e, 70e) Transformation(s) : 1 Pretorius (70e) Pénalité(s) : 3 Montgomery (2e, 50e), James (4e) | Rapport           | Essai(s) : 5 Tialata (33e), McAlister (45e), Sivivatu (56e), Muliaina (57e), Gear (76e) Transformation(s) : 2 Carter (63e, 69e) Pénalité(s) : 4 Carter (34e, 46e, 46e, 59e, 76e) | Loftus Versfeld Stadium, Pretoria Arbitre : Alan Lewis |
| 26 août 2006 | | Rapport           | | Loftus Versfeld Stadium, Pretoria Arbitre : Alan Lewis |

### 8ejournée
| 2 septembre 2006 | Afrique du Sud | 21 - 20 (11 - 13) | Nouvelle-Zélande | Stade Royal Bafokeng, Rustenburg Arbitre : Chris White |
| 2 septembre 2006 | Essai(s) : 2 Habana (22e), Wannenburg (56e) Transformation(s) : 3 Pretorius (23e) Pénalité(s) : 3 Pretorius (8e, 17e, 79e) | Rapport           | Essai(s) : 2 Carter (20e), Rokocoko (66e) Transformation(s) : 2 Carter (20e, 66e) Pénalité(s) : 2 Carter (10e, 40e) | Stade Royal Bafokeng, Rustenburg Arbitre : Chris White |
| 2 septembre 2006 | | Rapport           | | Stade Royal Bafokeng, Rustenburg Arbitre : Chris White |

## Classement
| Rang | Nation               | J | V | N | D | Bo | Bd | Pm  | Pe  | Diff | Pts |
| ---- | -------------------- | - | - | - | - | -- | -- | --- | --- | ---- | --- |
| 1    | Nouvelle-Zélande (T) | 6 | 5 | 0 | 1 | 2  | 1  | 179 | 112 | +67  | 23  |
| 2    | Australie            | 6 | 2 | 0 | 4 | 1  | 2  | 133 | 121 | +12  | 11  |
| 3    | Afrique du Sud       | 6 | 2 | 0 | 4 | 0  | 1  | 106 | 185 | -79  | 9   |

|  | Vainqueur de la compétition |
|  | T : tenant du titre 2005    |

## Effectif
En juin 2006, Graham Henry, annonce une liste de 30 joueurs retenus pour participer à la compétition. Le 4 juillet 2006 le centre Ma'a Nonu, blessé au pouce, est remplacé par Sam Tuitupou.
Le 14 août 2006, l'ailier Sitiveni Sivivatu et l'ouvreur Nick Evans remplacent respectivement Scott Hamilton et Luke McAlister dans l'effectif néo-zélandais. Deux semaines plus tard, c'est le pilier John Afoa et le troisième ligne Marty Holah qui sont appelés en remplacement de Greg Somerville et Reuben Thorne.
| Entraîneur | Entraîneur             | Graham Henry                                                                       |
| Avants     | Pilier                 | John Afoa, Carl Hayman, Greg Somerville, Neemia Tialata, Tony Woodcock             |
| Avants     | Talonneur              | Andrew Hore, Keven Mealamu, Anton Oliver                                           |
| Avants     | Deuxième ligne         | Jason Eaton, Chris Jack, Greg Rawlinson, Ali Williams                              |
| Avants     | Troisième ligne aile   | Jerry Collins, Marty Holah, Richie McCaw , Reuben Thorne                           |
| Avants     | Troisième ligne centre | Chris Masoe, Rodney So'oialo                                                       |
| Arrières   | Demi de mêlée          | Jimmy Cowan, Byron Kelleher, Piri Weepu                                            |
| Arrières   | Demi d'ouverture       | Dan Carter, Nick Evans                                                             |
| Arrières   | Centre                 | Aaron Mauger, Luke McAlister, Mils Muliaina, Ma'a Nonu, Isaia Toeava, Sam Tuitupou |
| Arrières   | Ailier                 | Doug Howlett, Rico Gear, Scott Hamilton, Joe Rokocoko, Sitiveni Sivivatu           |
| Arrières   | Arrière                | Leon MacDonald                                                                     |

Les 31 joueurs en gras ont participé à au moins un match de la compétition.